# 湘西 (散文)
《湘西》是中国文学家沈从文在1930年代创作的散文集，1938年在香港《大公报》连载，1939年8月，结集出版:137。
沈从文在1930年代陆续创作了《记胡也频》、《从文自传》、《记丁玲》、《湘行散记》、《湘西》五部散文集。其中《从文自传》、《湘行散记》、《湘西》均以湘西为题材。1937年，抗日战争全面爆发后，沈从文取道湘西前往云南。在长沙时，受到徐特立启发。沈从文抵达昆明后，开始写作。1938年8月13日至11月17日，在香港《大公报·文艺》连载。1938年8月，由长沙商务印书馆结集出版。包括《题记》在内，共有散文十篇:137—138。当代研究者张义顺指出《白河流域几个码头》、《泸溪·浦市·箱子岩》、《辰溪》、《凤凰》四篇中有内容与《湘行散记》和沈从文的其它作品多有重复:54。
《湘西》主要介绍沅水流域的社会面貌、风土民情，以澄清外人对湘西“荒唐不经”的误解释，达到“辟谬理惑”的效果:49。而从“沅水流域人事琐琐处”入手，将“常”与“变”、 哀与乐错综，力图通过过去、 当前和未来的描绘，给抗战爆发疏散来湘西却又对这里的好处与坏处缺少认识的外地人一种“近实的印象”，用以“点燃行将下乡的学生一点克服困难的勇气和信心:137—138”。

## 评价
当代研究者张义顺将《湘行散记》、《湘西》称为沈从文散文创作的最高成就:49。